# 登村站
登村站（：／ Deungchon yeok */?）是首爾地鐵9號線沿線的一座地下車站，位於韓國首爾特別市江西區登村洞與陽川區木3洞的邊界。

## 車站結構
站體為2面2線側式月台的地下車站，候車月台設有月台幕門，並有8處出口。

### 月台配置
| 曾米 ↑ |
| \| 上  |
| ↓ 鹽倉 |

| 月台 | 路線           | 目的地                                                               |
| ---- | -------------- | -------------------------------------------------------------------- |
| 上行 | ●首爾地鐵9號線 | 曾米、金浦機場、開花方向                                             |
| 下行 | ●首爾地鐵9號線 | 鹽倉、堂山、新論峴、綜合運動場、石村、奧林匹克公園、中央報勳醫院方向 |

## 歷史
- 2009年7月24日：落成啟用。

## 車站周邊
- 江西圖書館
- 江西衛生所
- 登村市場
- 木洞社會福利中心
- 首爾江西警察署
- 綠世界酒店
- 夏普公司韓國總部
- 新韓銀行登村站分行
- nh農協銀行（朝鲜语：NH농협은행）登村站分行
- 永一高校
- 登村中學
- 陽東中學
- 白石中學
- 首爾白石初等學校
- 首爾鹽倉初等學校
- 木洞站

## 相鄰車站
首爾市地鐵9號線
●首爾地鐵9號線
一般
曾米（908）－登村（909）－鹽倉（910）